# Heimenegg
Heimenegg ist ein Ortsteil der schwäbischen Kreisstadt Mindelheim im Freistaat Bayern.

## Geographie
Das Dorf Heimenegg liegt etwa drei Kilometer östlich des Stadtzentrums von Mindelheim. Südlich des Ortes verläuft die A96. Östlich schließen die Wälder Lerchengarten und Eichbichel den Ort ab. Durch eine Gemeindestraße ist der Ort mit der Stadt Mindelheim verbunden.

## Geschichte
Das erste Mal wurde der Ort durch die Erwähnung des Chunrat de Heimenecke im Jahre 1256 fassbar. Dieser war ein Dienstmann der Herren von Mindelberg und hatte eine Burg südöstlich des Dorfes. Die Familie Hürnbacher besaß im 14. und 15. Jahrhundert Güter im Ort, von denen Teile  an das Katharinenkloster in Augsburg gelangten. Ab 1883 gingen Güter an die von Teck und später an die Pfarrei St. Stephan in Mindelheim. Auch das Augustinerkloster von Mindelheim und das Augsburger Domkapitel kauften Güter im Ort. Die Kapelle St. Wendelin wurde 1700 als Filiale der Pfarrei Mindelheim erbaut. Am 4. September 1883 wurde die Freiwillige Feuerwehr Heimenegg gegründet. Am 1. Januar 1965 wurde der Ort in die Stadt Mindelheim eingemeindet.

## Einwohnerentwicklung
Die Einwohnerzahl schwankte seit dem 19. Jahrhundert nur gering.
| Jahr | Einwohner |
| ---- | --------- |
| 1840 | 191       |
| 1871 | 188       |
| 1900 | 200       |
| 1939 | 230       |
| 1950 | 288       |
| 1961 | 219       |
| 2011 | 91        |